# مضاد المئيضة

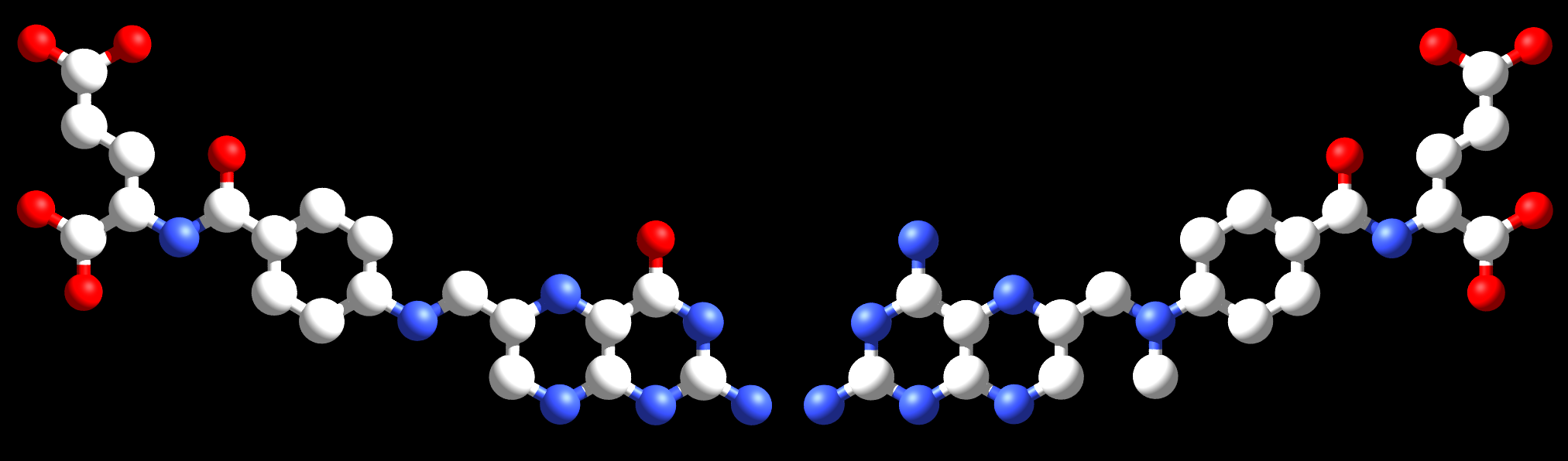
عقار ميثوتريكسات (يمين) يعتبر مضاد أيضة ويتداخل مع أيض حمض الفوليك (يسار).

مضاد المستقلب أو مضاد المئيضة أو مضاد الأيضة أو مانع لناتج الأيض أو مضاد الأيض أو ضد المئيضة أو مضادات الأيض مادة كيميائية تثبط استعمال المستقلب وهو عبارة عن مادة كيميائية أخرى لها دور في عمليات الأيض.
تعمل على تثبيط وظيفة الحمض النووي (DNA) أو تصنيع حمض نووي غير طبيعي والذي بدوره يحفز عمليات تؤدي إلى موت الخلايا المبرمجة.
مضاد المستقلب مادة بالأغلب تشبه تركيب المستقلب الذي تتدخل بعمله، مثل مضاد الفولات (antifolate) الذي يتداخل ويمنع استخدام حمض الفوليك.
وجود مضاد المستقلب ممكن ان يؤدي إلى تاثيرات سامة على الخلايا مثل إيقاف نمو الخلية وانقسامها، بهذا هذه المركبات تستخدم بالعلاج الكيميائي للسرطان.

## الوظيفة

### علاج السرطان
مضاد المستقلب تستخدم لعلاج السرطان لانها تتدخل بعملية تصنيع الحمض النووي (DNA(وبالتالي انقسام الخلية ونمو الورم، لان الخلايا السرطانية تقضي وقت أطول بالانقسام من الخلايا الأخرى، فهي تثبط انقسام خلايا الورم المؤذية أكثر من الخلايا الأخرى.
مضاد المستقلبات التنكرية:
مثلالقاعدة البورينية purine(azathioprime، mercatopurine) أو القاعدة البيرميدينية pyrimidineوهو مواد كيميائية تصبح حجر بناء في تصنيع الحمض النووي (DNA(، فيمنعوا هذه المواد من الاندماج في الحمض النووي (DNA(خلال s phase (في دورة حياة الخلية) وبالتالي تمنع التطور والانقسام الطبيعي للخلية.
ولهم تاثير أيضا على تصنيع الحمض النووي الريبوزي (RNA(.ولكن، لأن الثايميدين يستخدم في تصنيع الحمض النووي (DNA)ولا يستخدم في تصنيع الحمض النووي الريبوزي (RNA) (يستخدم اليوراسيل في ال RNA) فان تثبيط تصنيع الثايميدين عن طريق انزيم (thymidylate synthase)يثبط تصنيع ال DNA أكثر من تثبيط تصنيع ال RNA.ولفعاليتها، تستخدم هذه الادوية بشكل كبير في تحديد النمو الخلوي.
في نظام منظمة الصحة العالمية لتصنيف العقاقير تشريحيا وعلاجيا وكيميائيا، يتم تصنيف هذه الادوية تحت الصنف L01B.

### مضادات حيوية
مضاد المستقلب يستخدم كمضاد حيوي مثل ادوية sulfanilamideالتي تمنع عملية تصنيعdihydrofolate في البكتيريا عن طريق التنافس مع paraaminobenzoic acid

## الأنواع
الاصناف الرئيسية لهذه الادوية تشمل:
1. شبيه القاعدة (قواعد نكلوتيدية معدلة)
-شبيهpurine
-شبيهpyrimidine
2. شبيه نوكليوزيد
3. شبيه نكليوتيد
4. مضاد الفولات
1) مثبطات انزيمDihydofolate reductase:
هذا الانزيم مهم في المحافظة على مستويات العامل المساعد لللانزيم المسمى ب Tetrahydofolate (FH4).
بدون هذا الانزيم، تصنيع لبنة الحمض النووي dTMP سوف يتوقف وبناء عليه بطء تصنيع الحمض النووي وانقسام الخلية.
مثال على هذه المجموعة هو الدواء المسمى بالميثوتريكسات (Methotrexate)والمستخدم بشكل كبير في علاج السرطان. شكله شبيه جدا بالفولات الطبيعية في الجسم، يختلف فقط بوجود مجموعة أمين وميثيل اضافية. لديه قدرة ارتباط اعلى بالانزيم من ال FH4، وهذا يؤدي إلى منع ارتباط ال FH4 وبالتالي تقليل تصنيع dTMP.
Premetrexed وPralatrexate أيضا هي أدوية شبيهة تم اعتمادها في عام 2004 و2009 بالترتيب.
2) مثبطات انزيم thymidylate synthase:
ميثوتريكسات لديه تأثير غير مباشر على هذا الانزيم بحيث يقلل كمية العامل المساعد له N5,N10-methylene FH4.
5-fluorouracil يعمل على تثبيط عمل هذا الانزيم بشكل مباشر بحيث يعمل عبر سلسلة من التفاعلات إلى توقف تصنيع ال thymidine، بالتالي توقف تصنيع الحمض النووي.
Capecitabine هو دواء غير نشط يتحول في الجسم عن طريق عمليات الأيض إلى 5-fluorouracil.
3) مثبطات انزيم Ribonucleotide reductase:
هذا الانزيم مسؤول عن تحويل ribonucleotide diphosphates إلى deoxyribonucleotide diphosphate.
يحتوي الانزيم على عامل مساعد وهو الحديد الذي يكون مسؤول عن التفاعل. هذا يتضمن تفاعل الحديد مع بقايا التايروسين (Tyrosine) لتكوين واستقرار جذور التايروسين الحرة ومن ثم بدء التفاعل.
Hydroxycarbamide هو دواء مفيد طبيا بحيث يمنع عمل هذا الانزيم عن طريق زعزعة استقرار نواة الحديد.
4) مثبطات انزيم adenosine deaminase:
هذا الانزيم يحفز ازالة مجموعة الامين من ال adenosine لتحويله إلى inosine، وهذا يؤدي إلى تراكم ال dATP في الخلية، وهذا بدوره يثبط عمل انزيم ribonucleotide reductase بشكل غير مباشر.
مثال على هذه المجموعة: Pentostatin وهو لمكافحة اللوكيميا.
5) مثبطات انزيم DNA polymerases:
هذا الانزيم مسؤول عن تحفيز تكوين الحمض النووي باستخدام 4 لبنات أساسية dATP، dGTP، dCTP، dTTP.
مثال على هذه المجموعة: cytarabine, gemcitabine, fludarabine.
6) مضادات البيورين (Purine):
ومثال عليها: 6-mercaptopurine, 6-thioguanine
7) مثبطات انزيم poly ADP ribose polymerase:
العديد منها تحت الدراسات ولكن لم يصل أي منها للسوق بعد. هذا الانزيم يصلحفواصل السلسلة الواحدة في الحمض النووي وبالتالي عملية تثبيطه تؤدي في النهاية إلى تفسخات في السلسلتين للحمض النووي وبالتالي موت الخلية. (2)

## وصلات خارجية
- Overview نسخة محفوظة 26 ديسمبر 2005 على موقع واي باك مشين. at جامعة نبراسكا- لينكولن